# Anthony Lago
Pour les articles homonymes, voir Lago.
Antonio Franco Lago, connu en France comme Anthony Lago (né le 28 mars 1893 à Venise et mort le 1er décembre 1960 à Paris) est un ingénieur et chef d'entreprise italien.
Au début de l'année 1934, il rachète la branche française des automobiles Talbot au consortium britannique STD Motors Ltd en faillite et fonde, à Suresnes, les Automobiles Talbot-Lago.
Le gouvernement français lui a décerné la Légion d'honneur. 

## Biographie
Peu après sa naissance, les parents d'Antonio Franco Lago déménagent à Predore, une petit bourgade dans la province de Bergame, son père ayant été nommé directeur du théâtre Donizetti de Bergame. Il grandit en fréquentant des compagnies d'acteurs, de musiciens et de représentants du gouvernement, développant des relations privilégiées avec des personnalités comme Benito Mussolini et le Pape Jean XXIII.
Il est diplômé en ingénierie de l'École polytechnique de Milan,
Il fait partie des 50 premiers membres fondateurs du Parti national fasciste italien. En 1915, il s'engage dans l'armée italienne et combat, lors de à la Grande Guerre en tant que major dans la Regia Aeronautica l'Armée de l'Air royale italienne.
À la fin de la guerre, il est engagé par le constructeur italien de voitures de grand luxe et d'avions Isotta Fraschini. Dans les années 1920, il devient le représentant exclusif de la marque en Angleterre et s'installe à Londres. Plus tard, il devient le directeur de la société Wilson, fabricant des boîtes de vitesses pré-sélectives.
En 1934, il rachète la branche française du constructeur automobile Talbot au consortium STD Motors Ltd « Sunbeam-Talbot-Darracq » en faillite et fonde, à Suresnes, la marque Talbot-Lago.
Il a toujours gardé son passeport italien.
Il est décédé à Paris le 1er décembre 1960 dans des circonstances assez floues. Jusqu'au 9 juillet 2015, sa dépouille reposait au cimetière de Predore, sa commune de résidence.

## Distinctions
- Grand-croix de la Légion d'honneur - Commandeur de l'Ordre national de la Légion d'honneur « Pour la gloire qu'il a apportée à la France sur le terrain »